# قطعنامه ۱۸۹۹ شورای امنیت
قطعنامه ۱۸۹۹ شورای امنیت سازمان ملل متحد که در تاریخ ۱۶ دسامبر ۲۰۰۹ تصویب شد، سندی بین‌المللی دربارهٔ بررسی وضعیت خاورمیانه است. این قطعنامه طی نشست ۶۲۴۱ام با ۱۵ رای موافق، ۰ مخالف و ۰ ممتنع تصویب شد.